# Os Fidalgos da Casa Mourisca (filme)
Os Fidalgos da Casa Mourisca é um filme mudo português do género drama, realizado por Georges Pallu, com base no romance homónimo do autor Júlio Dinis. Produzido pela Invicta Film, estreou-se a 14 de janeiro de 1921, no Cinema Condes, em Lisboa.

## Sinopse
D. Luís, proprietário de um velho solar minhoto, vive atormentado pela memória da sua falecida filha, Beatriz. O seu filho, Jorge, não se conforma com a ruína da sua família e afasta Frei Januário da administração da Casa Mourisca. Num jantar de homenagem a Gabriela, sobrinha de D. Luís, Jorge admite perante o pai que a administração da Casa Mourisca tem beneficiado da ajuda do empregado Tomé da Póvoa, o que leva o orgulhoso fidalgo a abandonar a sua casa. Nos meses seguintes, o amor crescente entre Berta, filha de Tomé, e Jorge é por ambos considerado impossível e, por isso, a jovem insiste em casar-se com Clemente, enquanto Jorge visita o pai cuja saúde tem vindo a se debilitar. Persuadido pela influência de Gabriela e pela memória de Beatriz, D. Luís acede finalmente à união entre Jorge e Berta e regressa à Casa Mourisca.

## Elenco
- Adelina Fernandes como Baronesa de Souto Real
- Adriano Guimarães como Clemente
- António Pinheiro como Tomé da Póvoa
- Artur Sá como Primo do Cruzeiro
- Aurora Celeste
- Duarte Silva como Frei Januário
- Encarnación Fernandes como Luísa da Póvoa
- Erico Braga como Maurício
- Etelvina Serra como Berta
- José Silva como Primo do Cruzeiro
- Maria Campos como Ti'Ana do Vedor
- Mário Santos como Jorge
- Pato Moniz como D. Luís de Negrão
- Salvador Costa

## Produção e Distribuição
A rodagem do filme deu-se entre Agosto e Outubro de 1920, dividindo-se as filmagens das cenas exteriores entre Lanhelas, no Alto Minho, e a Tapada da Ajuda, em Lisboa.
O comerciante portuense Carlos Lopes, que era já o detentor do direito de exploração do filme A Rosa do Adro (1919), adquiriu o exclusivo da exploração do filme para Portugal e Brasil por cento e sessenta contos, tendo tido um êxito enorme nas receitas de bilheteiras neste último país.

## Restauro e Re-exibição
Para assinalar o centenário da estreia do filme Os Fidalgos da Casa Mourisca de Georges Pallu nas salas de cinema portuguesas, o filme foi novamente exibido a 16 e 17 de outubro de 2021, em Lisboa e no Porto respectivamente. A partitura original de Armando Leça foi recuperada e tocada ao vivo por um octeto de solistas da Orquestra Metropolitana de Lisboa, dirigido pelo maestro Cesário Costa, após um trabalho de reconstituição levado a cabo pelos musicólogos Manuel Deniz Silva e Bárbara Carvalho, da Faculdade de Ciências Sociais e Humanas da Universidade Nova de Lisboa, numa iniciativa conjunta com a Cinemateca Portuguesa.